# Вејнсвил (Охајо)
Вејнсвил (енгл. Waynesville) град је у америчкој савезној држави Охајо.

## Демографија
По попису из 2010. године број становника је 2.834, што је 276 (10,8%) становника више него 2000. године.
| Група             | 2000.         | 2010.         |
| Белци             | 2.508 (98,0%) | 2.721 (96,0%) |
| Афроамериканци    | 2 (0,1%)      | 11 (0,4%)     |
| Азијати           | 2 (0,1%)      | 12 (0,4%)     |
| Хиспаноамериканци | 19 (0,7%)     | 34 (1,2%)     |
| Укупно            | 2.558         | 2.834         |